# Ma Kelly’s Greasy Spoon
Ma Kelly’s Greasy Spoon – trzeci album angielskiego zespołu Status Quo.

## Lista utworów
| 1.  | „Spinning Wheel Blues” (Rossi/Young, jako „Spinning Wheel” na oryginalnym wydaniu) | 3:21  |
|     |                                                                                    |       |
| 2.  | „Daughter” (Lancaster)                                                             | 3:01  |
|     |                                                                                    |       |
| 3.  | „Everything” (Rossi/Parfitt)                                                       | 2:36  |
|     |                                                                                    |       |
| 4.  | „Shy Fly” (Rossi/Young)                                                            | 3:49  |
|     |                                                                                    |       |
| 5.  | „April, Spring, Summer and Wednesdays” (Rossi/Young)                               | 4:12  |
|     |                                                                                    |       |
| 6.  | „Junior's Wailing” (White/Pugh)                                                    | 3:33  |
|     |                                                                                    |       |
| 7.  | „Lakky Lady” (Rossi/Parfitt)                                                       | 3:14  |
|     |                                                                                    |       |
| 8.  | „Need Your Love” (Rossi/Young)                                                     | 4:46  |
|     |                                                                                    |       |
| 9.  | „Lazy Poker Blues” (Green/Adams)                                                   | 3:37  |
|     |                                                                                    |       |
| 10. | „Is it Really Me?/Gotta Go Home” (Lancaster)                                       | 9:34  |
|     |                                                                                    |       |
|     |                                                                                    | 41:43 |
|     |                                                                                    |       |

## Twórcy
- John Coghlan – perkusja
- Alan Lancaster – gitara basowa, gitara, wokal
- Roy Lynes – organy, śpiew
- Rick Parfitt – gitara rytmiczna, keyboard, śpiew
- Francis Rossi – gitara prowadząca, śpiew